# ميودراغ ميدان
ميودراغ ميدان هو لاعب كرة قدم بوسني في مركز الهجوم، ولد في 27 أبريل 1970 في موستار في البوسنة والهرسك. لعب مع إثنيكوس وباس جيانينا وراد بيوغراد ونادي باتشكا بالانكا ونادي بانيونيوس.